# Municipio de Halley
El municipio de Halley (en inglés: Halley Township) es un municipio ubicado en el condado de Desha en el estado estadounidense de Arkansas. En el año 2010 tenía una población de 346 habitantes y una densidad poblacional de 3,88 personas por km².

## Geografía
El municipio de Halley se encuentra ubicado en las coordenadas 33°34′23″N 91°18′57″O / 33.57306, -91.31583. Según la Oficina del Censo de los Estados Unidos, el municipio tiene una superficie total de 89,24 km², de la cual 88,07 km² corresponden a tierra firme y (1,31 %) 1,17 km² es agua.

## Demografía
Según el censo de 2010, había 346 personas residiendo en el municipio de Halley. La densidad de población era de 3,88 hab./km². De los 346 habitantes, el municipio de Halley estaba compuesto por el 87,57 % blancos, el 9,83 % eran afroamericanos, el 0,87 % eran amerindios, el 0,29 % eran asiáticos, el 0,29 % eran de otras razas y el 1,16 % eran de una mezcla de razas. Del total de la población el 1,16 % eran hispanos o latinos de cualquier raza.